# Agustín de Medina y Flores
Agustín de Medina y Flores fue un escultor retablista que trabajó en la provincia de Cádiz en el siglo XVIII.

## Biografía
No hay constancia de la fecha exacta de su nacimiento, que debió ocurrir hacia 1697 y probablemente en Jerez de la Frontera. En 1728 aparece avencidado en la calle Barraganas, en la collación de San Salvador de Jerez, mientras que en 1731 lo encontramos residiendo en Sevilla. En 1743 adquirió casa en propiedad en la collación de San Miguel de Jerez.

## Obra
- 1728. Retablo mayor. Iglesia de los Padres Mercedarios. Arcos de la Frontera. En paradero desconocido.
- 1729. Retablo de Santa Teresa. Basílica de Santa María. Arcos de la Frontera.
- 1731. Yeserías del trascoro. Basílica de Santa María. Arcos de la Frontera.
- 1731. Facistol del coro. Basílica de Santa María. Arcos de la Frontera.
- 1734. Sillería del coro. Basílica de Santa María. Arcos de la Frontera. En colaboración con el escultor Diego Roldán.
- 1736. Retablo mayor. Convento de Nuestra Señora de Belén. Rota. Desaparecido.
- 1740. Retablo para la Hermandad del Mayor Dolor. Parroquia de San Dionisio. Jerez de la Frontera. En paradero desconocido.

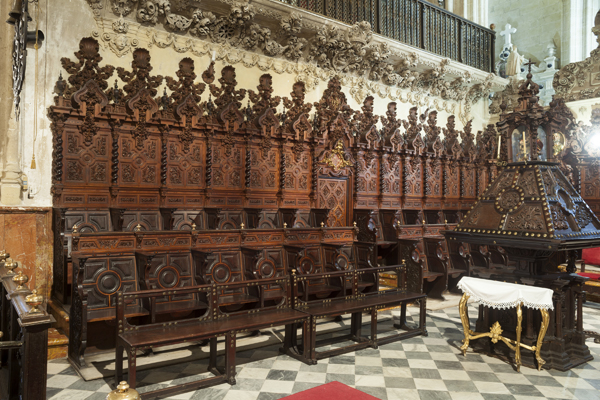
Sillería del coro. Basílica de Santa María. Arcos de la Frontera.

- 1742. Sillería del coro. Parroquia de San Jorge. Alcalá de los Gazules.
- 1742. Retablo del Cristo de la Viga. Catedral. Jerez de la Frontera. Remodelado en 1778 por Jacome Vaccaro.
- 1747-1754. Capiteles y elementos ornamentales. Catedral Nueva. Cádiz.
- 1749-1750. Retablo de la Virgen del Socorro. Parroquia de San Miguel. Jerez de la Frontera. Desaparecido en el siglo XIX.
- Retablo de las Ánimas. Parroquia de San Jorge. Alcalá de los Gazules. Atribuido.
- Yeserías del trascoro. Parroquia de San Jorge. Alcalá de los Gazules. Atribuido.
- Retablo de San Francisco Javier. Basílica de Santa María. Arcos de la Frontera. Atribuido.
- Retablo de San José. Basílica de Santa María. Arcos de la Frontera. Atribuido.
- Retablo de la Virgen del Rosario de los Montañeses. Convento de Santo Domingo. Jerez de la Frontera. Atribuido.
- Retablo mayor. Iglesia de Nuestra Señora de la Victoria. Jerez de la Frontera. Atribuido.
- Retablo de las Ánimas. Parroquia de Santiago. Medina Sidonia. Atribuido.